# Éjjeligyíkfélék

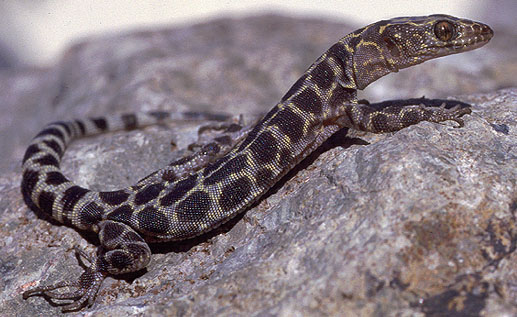
Xantusia henshawi

Az éjjeligyíkfélék (Xantusiidae) a hüllők (Reptilia) osztályába, a pikkelyes hüllők (Squamata) rendjébe és a vakondgyíkalakúak (Scincomorpha) alrendjébe tartozó család. A család tudományos elnevezése a magyar utazó és természettudós, Xántus János (1825–1894) emlékét őrzi.

## Rendszerezés
A családba 2 alcsalád, 3 nem és 24 faj tartozik.

### Xantusiinae
A Xantusiinae alcsaládba 2 nem 23 faj tartozik
- Lepidophyma – 17 faj
  - Lepidophyma chicoasensis
  - Lepidophyma dontomasi
  - sárgafoltos éjjeligyík (Lepidophyma flavimaculatum)
  - Lepidophyma gaigeae
  - Lepidophyma lineri
  - Lepidophyma lipetzi
  - Lepidophyma lowei
  - maja éjjeligyík (Lepidophyma mayae)
  - Lepidophyma micropholis
  - Lepidophyma occulor
  - Lepidophyma pajapanensis
  - Lepidophyma radula
  - Lepidophyma reticulatum
  - mexikói éjjeligyík (Lepidophyma smithii)
  - Lepidophyma sylvaticum
  - Lepidophyma tarascae
  - Lepidophyma tuxtlae

- Xantusia (Baird, 1859) – 6 faj
  - Xantusia bezyi
  - Xantusia bolsonae
  - Xantusia henshawi
  - szigeti éjjeligyík (Xantusia riversiana)
  - Xantusia sanchezi
  - sivatagi éjjeligyík (Xantusia vigilis)

### Cricosaurinae
A Cricosaurinae alcsaládba 1 nem 1 faj tartozik
- Cricosaura – 1 faj
  - kubai éjjeligyík (Cricosaura typica)